# Río Chubut
Der Río Chubut (walisisch Afon Camwy) ist ein etwa 800 km langer Fluss in der südargentinischen Landschaft Patagonien.
Sein Name stammt von dem Wort chupat, welches in der Sprache Tehuelche so viel wie „durchsichtig“ oder „klar“ bedeutet.
Der Fluss durchfließt die Provinz Chubut, bevor er nach ungefähr 800 km bei Rawson in den Atlantischen Ozean mündet.
Der Hauptquellfluss des Chubut entspringt in Carreras in den Anden der Provinz Río Negro, sein Einzugsgebiet bedeckt jedoch einen großen Teil des westlichen Andenvorlandes zwischen Bariloche und Esquel. Der wichtigste Zufluss am Oberlauf ist der Río Chico, der aus dem Gebiet von San Carlos de Bariloche kommt. Die diversen Nebenflüsse vereinigen sich schon vor der Kleinstadt Piedra Parada, wo der Fluss in die flache Ebene eintritt, die für das argentinische Patagonien typisch ist. Der Chubut fließt nach Osten zum Ort Paso del Sapo, wo er sich nach Südosten wendet und von nun an das sehr dünn besiedelte Zentrum der Provinz Chubut durchfließt. Hinter Paso de Indios trifft der Fluss auf die Fernstraße 25 (Esquel – Trelew) und verläuft jetzt wieder in östliche Richtung.
Etwa 120 km vor Trelew wurde der Río Chubut angestaut. Der Dammbau wurde von Antonio Domingo Pronsato geplant und geleitet und am 19. April 1963 abgeschlossen (43° 41′ 59″ S, 66° 29′ 0″ W). Stausee und Damm wurden nach dem Wissenschaftler Florentino Ameghino benannt. Der 255 m lange Staudamm ist aus Beton und der See bedeckt heute 70 km². Das Kraftwerk nutzt einen 56 m hohen künstlichen Wasserfall mit einem Durchfluss von 150 m³/s sowie drei Turbinen. Es versorgt die Städte Pico Truncado, Caleta Olivia, Comodoro Rivadavia und das gesamte untere Tal des Río Chubut mit Energie.
In den Stausee (Embalse Florentino Ameghino) mündet der Río Chico, der im Unterlauf der wichtigste Zufluss des Chubut ist. Er ist nicht zu verwechseln mit dem Río Chico, der dem Chubut in dessen Quellgebiet zufließt.
Der Río Chubut ist überwiegend flach und seine Wasserführung variiert am Oberlauf zwischen 4 m³/s in der Trockenzeit und 30 m³/s bei Hochwasser. Diese Unterschiede und die regelmäßigen Überschwemmungen machen die Landstriche an seinen Ufern zu fruchtbaren Anbaugebieten, vor allem für Obst. Der Fluss ist ein bekanntes Ziel für Forellenangler, jedoch wird dafür eine Lizenz benötigt.
Im 19. Jahrhundert kamen walisische Auswanderer in Chubut an und gründeten im Tal des Río Chubut walisische Siedlungen, die sogenannten Colonias Galesas. Heute sind die walisische Sprache sowie kleine, im walisischen Stil gebaute Kirchen und Teehäuser typisch für mehrere Städte der Region, von denen viele walisische Namen tragen, wie z. B. Dolavon und Trelew.